# Franz Siegl
Franz Siegl (Innsbruck, 4 agosto 1955) è un ex bobbista austriaco.

## Biografia
Prese parte a due edizioni dei Giochi olimpici invernali, gareggiando unicamente nel bob a quattro: a Sarajevo 1984 si classificò all'undicesimo posto, mentre a Calgary 1988 fu sesto.
Ha inoltre partecipato ad alcune edizioni dei campionati mondiali, conquistando in totale una medaglia d'argento. Nel dettaglio i suoi risultati nelle prove iridate sono stati, nel bob a quattro: sesto a Breuil-Cervinia 1985 e medaglia d'argento a Schönau am Königssee 1986 con Peter Kienast, Gerhard Redl e Christian Mark.
Agli europei ha invece conquistato due medaglie di bronzo nel bob a quattro.

## Palmarès

### Mondiali
- 1 medaglia:
  - 1 argento (bob a quattro a Schönau am Königssee 1986).

### Europei
- 2 medaglie:
  - 2 bronzi (bob a quattro a Igls 1986; bob a quattro a Winterberg 1989).